# Vino Naranja del Condado de Huelva
Vino Naranja del Condado de Huelva es una Denominación de Origen y una Indicación geográfica protegida (IGP) europea para vinos de naranja originarios del Condado de Huelva que se ajusten al preceptivo sistema de control. El sistema de elaboración y crianza de este vino aromatizado es tradicional en la zona geográfica delimitada, y consiste en someter a un vino blanco con denominación de origen «Condado de Huelva» a una aromatización con un macerado de cortezas de naranja amarga, seguido de un proceso de envejecimiento mediante el sistema de criaderas y soleras por un período mínimo de dos años.
Esta indicación geográfica obtuvo su registro ante la Unión Europea el 20 de marzo de 2014. También cuenta con registro ante la Organización Mundial de la Propiedad Intelectual desde 22 de junio de 2021.

## Zona de producción
La zona de producción y crianza del «Vino Naranja del Condado de Huelva» comprende los términos municipales de Almonte, Bollullos Par del Condado, Chucena, Gibraleón, La Palma del Condado, Manzanilla, Moguer, Rociana del Condado, San Juan del Puerto y Villalba del Alcor.

## Historia
El «Vino Naranja del Condado de Huelva» es un producto de larga tradición histórica en la zona geográfica «Condado de Huelva», siendo concretamente a partir del siglo XIX cuando adquiere su notoriedad. Existen bodegas de gran renombre como Bodegas del Diezmo Nuevo, fundada en 1770, de Moguer, que en 1860 lanza al mercado este tipo de vino aromatizado, obteniendo una gran aceptación en la comarca y más allá de sus límites. Otras bodegas de la zona del Condado, principalmente familiares, ya a principios del siglo XX, seleccionaban las mejores uvas en los lagares para destinarlas a la elaboración de este producto, el «Vino Naranja», que sacaban al mercado tras varios años de crianza en las botas de roble con más solera de las bodegas.
La notoriedad del «Vino Naranja» elaborado en el Condado de Huelva también quedó reflejada en la obra del poeta Juan Ramón Jiménez, cuyos padres se dedicaban con éxito al comercio de vinos en la comarca, quien escribió en «Platero y yo» (Elegías, 1908): «... llegado septiembre, si el diablo no agua la fiesta, se colma esta copa, hasta el borde, de vino naranja y se derrama casi siempre como un corazón generoso».